# Championnats du monde juniors de ski alpin 2012
Navigation
Édition précédente Édition suivante
La 31e édition des Championnats du monde juniors de ski alpin se déroule du 1er mars 2012 au 9 mars 2012 à Roccaraso en Italie.

## Podiums

### Hommes
| Épreuve                 | Médaille d'or        | Médaille d'argent    | Médaille de bronze |
| Descente 02/03/2012     | Ryan Cochran-Siegle  | Ralph Weber          | Nils Mani          |
| Super G 03/03/2012      | Ralph Weber          | Nils Mani            | Johannes Strolz    |
| Slalom géant 07/03/2012 | Henrik Kristoffersen | Thomas Dressen       | Zan Kranjec        |
| Slalom 09/03/2012       | Santeri Paloniemi    | Henrik Kristoffersen | Reto Schmidiger    |
| Combiné 09/03/2012      | Ryan Cochran-Siegle  | Henrik Kristoffersen | Zan Kranjec        |

### Femmes
| Épreuve                 | Médaille d'or      | Médaille d'argent | Médaille de bronze |
| Descente 08/03/2012     | non attribué       |                   |                    |
| Super G 09/03/2012      | Annie Winquist     | Joana Haehlen     | Ragnhild Mowinckel |
| Slalom géant 03/03/2012 | Ragnhild Mowinckel | Sara Hector       | Adeline Baud       |
| Slalom 01/03/2012       | Stephanie Brunner  | Paulina Grassl    | Petra Vlhova       |
| Combiné 08/03/2012      | Ragnhild Mowinckel | Annie Winquist    | Corinne Suter      |

### Team Event
| Épreuve    | Médaille d'or                                         | Médaille d'argent                                                   | Médaille de bronze                                                       |
| Team Event | Slovénie Ula Hafner Žan Kranjec Ana Bucik Mišel Žerak | Italie Karoline Pichler Giordano Ronci Nicole Agnelli Alex Zingerle | Suisse Jasmina Suter Luca Aerni Andrea Ellenberger Bernhard Niederberger |

## Tableau des médailles
| Rang | Nation     | Or | Argent | Bronze | Total |
| ---- | ---------- | -- | ------ | ------ | ----- |
| 1    | Norvège    | 4  | 3      | 1      | 8     |
| 2    | États-Unis | 2  | 0      | 0      | 2     |
| 3    | Suisse     | 1  | 3      | 4      | 8     |
| 4    | Slovénie   | 1  | 0      | 2      | 3     |
| 5    | Autriche   | 1  | 0      | 1      | 2     |
| 6    | Finlande   | 1  | 0      | 0      | 1     |
| 7    | Suède      | 0  | 2      | 0      | 2     |
| 8    | Allemagne  | 0  | 1      | 0      | 1     |
| 9    | Italie     | 0  | 1      | 0      | 1     |
| 10   | France     | 0  | 0      | 1      | 1     |
|      | Slovaquie  | 0  | 0      | 1      | 1     |